# Christoffel II van Baden-Rodemachern
Christoffel II van Baden-Rodemachern (26 februari 1537 - Rodemachern, 2 augustus 1575) was van 1556 tot 1575 de eerste markgraaf van Baden-Rodemachern. Hij behoorde tot het huis Baden.

## Levensloop
Christoffel II was de tweede zoon van markgraaf Bernhard III van Baden-Baden, die echter voor zijn geboorte al overleden was, en diens gemalin, gravin Françoise van Luxemburg-Ligny. 
Toen Christoffel in 1556 officieel volwassen werd, stond hij zijn rechten op het markgraafschap Baden-Baden volledig af aan zijn broer Filibert op voorwaarde dat hij een jaarlijkse toelage van 4000 gulden kreeg. Als apanage kreeg Christoffel ook het gebied rond de stad Rodemachern, waarmee hij de eerste markgraaf van Baden-Rodemachern en de stichter van de linie Baden-Rodemachern van het huis Baden werd.
Tijdens zijn regering startte hij te reizen. Van 1557 tot 1561 was hij in de Habsburgse Nederlanden, waar hij deelnam aan campagnes van het Spaanse leger. Vervolgens reisde hij in 1564 naar Zweden, waar hij met een zus van koning Erik XIV huwde. Daarna keerde hij terug naar Rodemachern, waar hij voor zichzelf een paleis liet bouwen en een extravagant leven leidde. In 1565 reisde hij naar Londen, waardoor eervol ontvangen werd door koningin Elizabeth I van Engeland. Hij stapelde echter zijn schulden op en toen hij in 1566 wilde terugkeren naar Rodemachern, merkte hij dat hij Engeland niet kon verlaten totdat hij van koningin Elizabeth I een borgstelling kreeg. In 1566 erfde hij ook de heerlijkheden Useldange, Pittingen en Roußzy.
Hij bleef echter veel te veel geld uit te geven en zijn rijk leed onder religieuze onrust. Zijn schulden bleven stijgen. Hij ging naar Zweden om in het leger te dienen en vocht tegen Denemarken. Zijn schoonbroer, koning Johan III van Zweden, schonk hem als dank hiervoor het eiland Ösel. Na verschillende jaren in Zweden keerde hij terug naar Rodemachern, waar hij in 1575 overleed. Als markgraaf werd Christoffel II opgevolgd door zijn minderjarige zoon Eduard Fortunatus.

## Huwelijk en nakomelingen
Op 11 november 1564 huwde Christoffel II met Cecilia van Zweden (1540-1627), dochter van koning Gustaaf I van Zweden. Ze kregen volgende kinderen:
- Eduard Fortunatus (1565-1600), markgraaf van Baden-Rodemachern en vanaf 1588 markgraaf van Baden-Baden
- Christoffel Gustaaf (1566-1609)
- Filips III (1567-1620), markgraaf van Baden-Rodemachern
- Karel (1569-1590)
- Bernhard (1570-1571)
- Johan Karel (1572-1599), trad toe tot de Orde van Sint-Jan